# Jurij Istomin
Jurij Wasylowycz Istomin (ukr. Юрій Васильович Істомін, ros. Юрий Васильевич Истомин, Jurij Wasiljewicz Istomin; ur. 3 lipca 1944 w Charkowie, Ukraińska SRR, zm. 6 lutego 1999 w Moskwie) – ukraiński piłkarz, grający na pozycji obrońcy – reprezentant Związku Radzieckiego, olimpijczyk, trener piłkarski.

## Kariera piłkarska

### Kariera klubowa
Wychowanek klubu Awanhard Charków, w drużynie rezerwowej którego rozpoczął karierę piłkarską. Następnie w latach 1964–1965 występował w drużynie SKA Kijów, gdzie odbywał służbę wojskową. W 1966 przeszedł do CSKA Moskwa. Z nim też został mistrzem ZSRR. W 1975 zakończył karierę piłkarską w SK Łuck.

### Kariera reprezentacyjna
W latach 1967–1972 wystąpił w 34 meczach radzieckiej reprezentacji, w tym 7 w olimpijskiej. W 1967 debiutował w "Sbornej", a w następnym roku w olimpijskiej. Zdobywał brązowy medal igrzysk olimpijskich w 1972 w Monachium. Grał na mistrzostwach Europy w 1972, na których radziecka drużyna zajęła drugie miejsce. Występował też w finałach na mistrzostwach Europy w 1968.

## Kariera trenerska
Po zakończeniu kariery piłkarskiej trenował zespół Spartak Szczełkowo.

## Sukcesy i odznaczenia

### Sukcesy klubowe
- mistrz ZSRR: 1970

### Sukcesy reprezentacyjne
- wicemistrz Europy: 1972
- brązowy medalista igrzysk olimpijskich: 1972
- uczestnik Europy: 1968

### Sukcesy indywidualne
- 4-krotnie wybrany do listy 33 najlepszych piłkarzy ZSRR: 
  - Nr 1: 1970
  - Nr 2: 1968, 1971, 1972
  - Nr 3: 1967

### Odznaczenia
- nagrodzony tytułem Mistrza Sportu ZSRR:
- nagrodzony tytułem Mistrza Sportu Klasy Międzynarodowej:
- nagrodzony tytułem Zasłużonego Mistrza Sportu ZSRR: 1992